# 야로폴크 1세

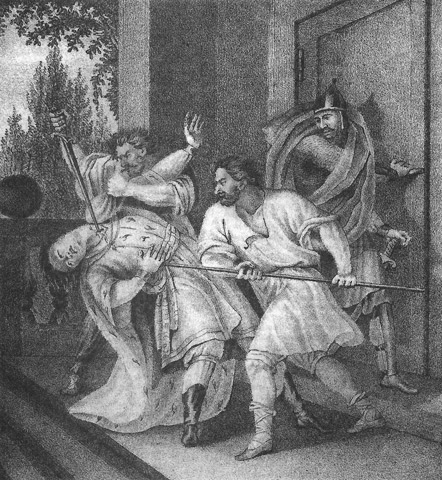
살해당하는 야로폴크 1세

야로폴크 1세(러시아어: Ярополк I Святославич 야로폴크 스뱌토슬라비치[*], 958년경 또는 960년 ~ 980년 6월 11일)는 키예프 루스의 공작(재위: 972년 ~ 980년)이다. 류리크 왕조 출신이다.

## 생애
스뱌토슬라프 1세 공작의 아들로 태어났다. 968년 페체네그인이 키예프 루스를 침공했을 때 자신의 할머니인 올가, 자신의 동생인 올레크 스뱌토슬라비치, 블라디미르 스뱌토슬라비치(블라디미르 1세)와 함께 키예프에 잔류했다.
972년 자신의 아버지였던 스뱌토슬라프 1세가 전사하면서 키예프 공으로 즉위했다. 977년에는 자신의 동생인 올레크 스뱌토슬라비치를 살해했지만 블라디미르 스뱌토슬라비치와 갈등을 빚게 된다. 980년 블라디미르 스뱌토슬라비치에 의해 살해당했다.
| 전임 스뱌토슬라프 1세 | 키예프 공 972년 ~ 980년 | 후임 블라디미르 1세 |